# Killer Queen
"Killer Queen" je četvrti singl britanskog rock sastava Queen koji je objavljen 11. listopada 1974. godine i nalazi se na njihovom trećem i uspješnom "Sheer Heart Attack" albumu iz iste godine. Jedna od najpoznatijih skladbi sastava i njihovih najvećih hitova koje je napisao i skladao pjevač Freddie Mercury.
 Lagana i artistička glam rock pjesma sa zaraznim pop refrenom i formom "zvučnog zida" koja je postala prvi internacionalni hit sastava dosegnuvši broj 2 na britanskoj i broj 12 na američkoj top ljestvici singlova, osiguravši sastavu još jedan nastup na Top Of The Pops i prestižnu "Ivor Novello" nagradu njenom autoru za najbolje skladanu pjesmu. Glazbeno jedan od najsvjetlijih trenutaka sastava i njenog autora, s jednostavnom "pulsirajućom" melodijom, dominantnim klavirom i vokalnim harmonijama, te poznatim "posloženim" gitarskim solom. Pjesma je bila jedan od najvećih hitova i najboljih skladbi 1974. godine i kvalitetom je zavidno odudarala od ostalih tada dominantnih pop i rock materijala. Stihovi pjesme govore priču o eskort dami za visoku i bogatu društvenu klasu. Pjesma je snimljena dok je May bio u bolnici te je svoje dionice snimio naknadno. Na "B" strani singla objavljena je također Mercuryjeva pjesma "Flick Of The Wrist".

1981. objavljena je na kompilaciji Greatest Hits, a verzija pjesme uživo se nalazi na koncertnim albumima Live Killers i Queen Rock Montreal. Na video kompilaciji sastava Greatest Video Hits 1 se nalazi izvedba pjesme na Top Of The Pops programu. Pjesma je dio kompjuterske igre Guitar Hero, a po njoj se zove i album obrada Queenovih pjesama od drugih izvođača, kao i autorizirana knjiga fotografija sastava od poznatog fotografa Mick Rocka.

## Vanjske poveznice
- Tekst pjesme Killer Queen  Arhivirana inačica izvorne stranice od 30. ožujka 2005. (Wayback Machine)
- Killer Queen – Službeno izdanje knjige
- Queenpedia